# Eliseu Martins
Eliseu Martins est une municipalité brésilienne située dans l'État du Piauí.